# Dietrich Morgenstern

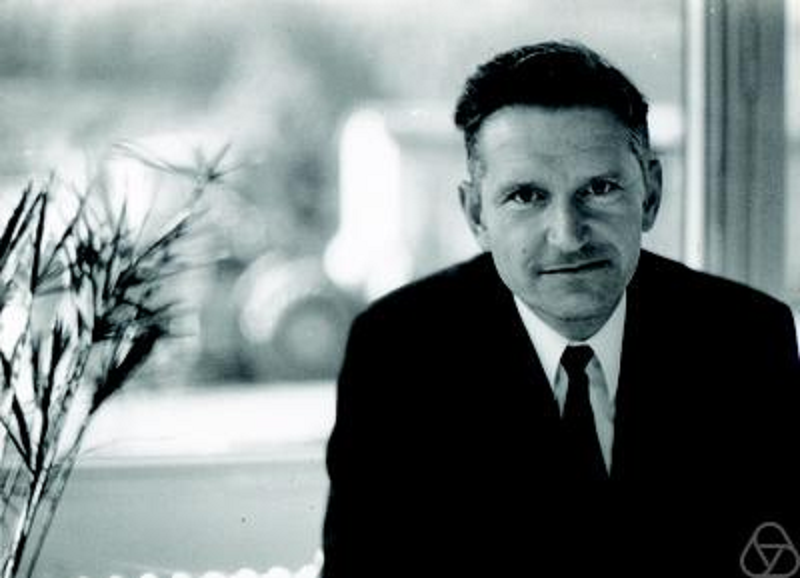
Dietrich Morgenstern no Instituto de Pesquisas Matemáticas de Oberwolfach em 1972

Dietrich Joachim Kurth Morgenstern (Ratzeburg, 26 de setembro de 1924 – Darmstadt, 24 de junho de 2007) foi um matemático alemão, que trabalhou em especial com estocástica.
Dentre seus orientados consta Norbert Henze.

## Obras
- com István Szabó: Vorlesungen über theoretische Mechanik, Grundlehren der mathematischen Wissenschaften, Volume 112, Berlim: Springer, 1961
- Einführung in die Wahrscheinlichkeitsrechnung und mathematische Statistik, Grundl. Math. Wiss., Band 124, Berlin: Springer 1964, zweite verb. Aufl. 1968
- com Volker Mammitzsch: Wahrscheinlichkeitsrechnung und mathematische Statistik, in Robert Sauer, István Szabó Die Mathematischen Hilfsmittel des Ingenieurs, Springer Verlag, Volume 4, 1970